# Шарлаи (Решетиловский район)
Шарлаи (укр. Шарлаї) — село,
Новомихайловский сельский совет,
Решетиловский район,
Полтавская область,
Украина.
Код КОАТУУ — 5324282807. Население по переписи 2001 года составляло 1 человек.

## Географическое положение
Село Шарлаи находится на правом берегу реки Говтва,
выше по течению на расстоянии в 2,5 км расположено село Молодиковщина,
ниже по течению на расстоянии в 2 км расположено село Потеряйки-Горовые,
на противоположном берегу — село Потеряйки. По состоянию на 2018 год является вымершим.